# Женщины в Суринаме
Женщины в Суринаме — представительницы женского пола, родившиеся, проживающие в Суринаме или иммигрировавшие из него. В основном представляют собой (коренных) индианок, креолок / африканок, яванок, лиц смешанного происхождения и т. д. Большое количество суринамских женщин работает в теневом секторе экономики и в натуральном сельском хозяйстве.
Женщины в Суринаме — эмоционально и экономически наиболее активные партнёры в семьях, особенно в креольских. Однако в индейских семьях, придерживающихся традиционного патриархата, женщина занимает подчинённое положение: от неё требуется уважительное отношение к культурным нормам с запретом на совместное проживание с мужчиной до заключения брачных отношений; также невеста обязана сохранять девственность до свадьбы.
Местные матери применяют находящиеся недалеко от них колыбели для детей, частично для сна, однако при достижении соответствующего возраста детям выделяется личная комната. Также практикуется ношение ребёнка в течение дня; ночью мать помещает ребёнка в гамак, где он отдыхает. Уход за ребёнком отличается в семьях маронов и коренных индейцев в силу наличия запрета в отношении посторонних лиц у последних дотрагиваться до их детей. В общем, дети проводят от пяти до шести лет со своими родительницами.
В Суринаме существуют пословицы о женщинах, например: «Суп пожилой женщины вкуснее груди девицы».

## Одежда
Традиции ношения одежды варьируются в зависимости от этнической группы, к которой принадлежит женщина. Так, яванки носят саронги, креолки или африканки — котомиси с косынкой, иногда голова и тело покрываются ангисой, или анисой.

## Выдающиеся суринамские женщины
В число выдающихся представительниц женского пола, проживающих в Суринаме, входят Элизабет Самсон, Синтия Маклауд, Марейке Дйвалаперсад, Йеннифер Симонс и Рут Вейденбос.
Синтия Маклауд, урождённая Ферье, — суринамский романист, сводная сестра нидерландского политического деятеля суринамского происхождения Катлин Ферье, посвятившая довольно интересное произведение под названием «Свободная негритянка Элизабет» (нидерл. De vrije negerin Elisabeth) судьбе Элизабет Самсон — свободной темнокожей женщины, имя которой пользуется довольно большой известностью в исторических трудах по истории Суринама в силу присущего ей стремления выйти замуж за белого мужчину, что не представлялось возможным в колонии в первой половине XIX века. По данным Маклеод, Элизабет была богата, однако суринамское общество в то время опиралось на ряд предрассудков, в том числе и на концепцию о превосходстве белых.
Марейке Дйвалаперсад же первая женщина, занимавшая пост председателя Национальной ассамблеи Суринама 10 октября 1996 года — 24 июля 2000 года. Второй женщиной, занявшей данный пост 30 июня 2010 года, стала Йеннифер Симонс, в замужестве — Герлингс. Рут Вейденбос явилась первой женщиной — вице-председателем Национальной партии Суринама.